# Tinkinswood

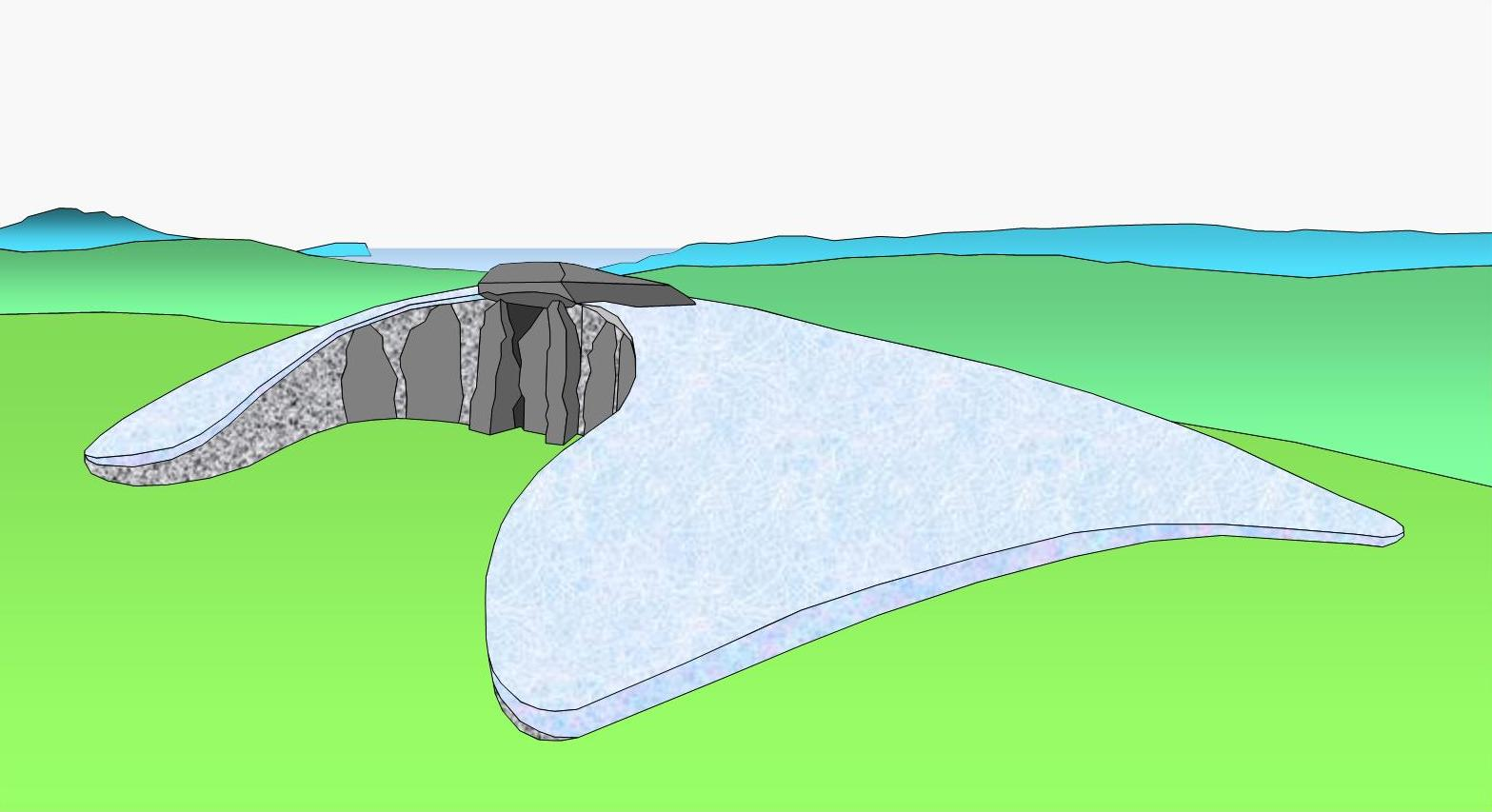
Schema Cotswold Severn Tomb

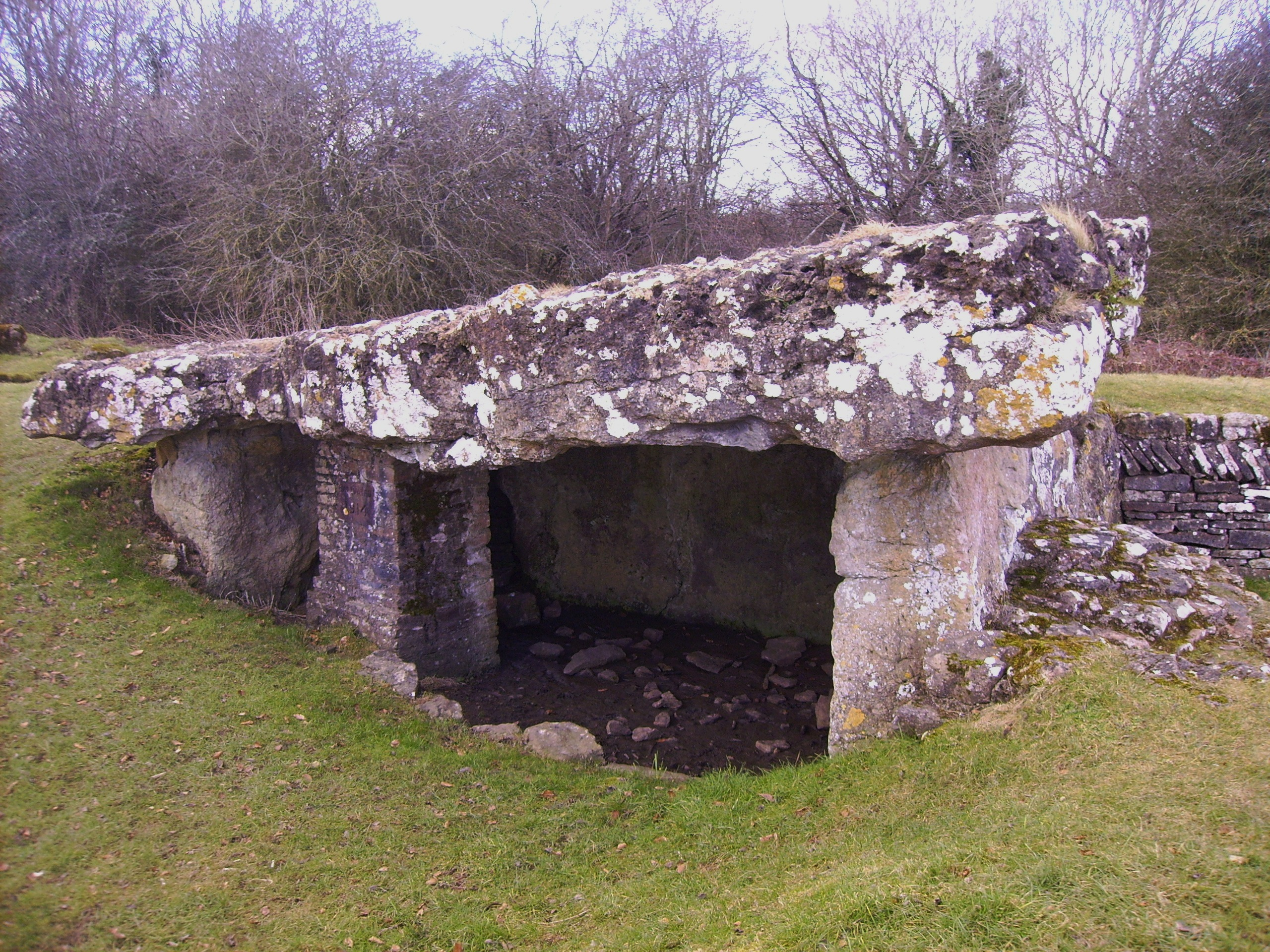
Seitlicher Blick auf den Deckstein und die Kammer, rechts ein Teil des Fischgrätenmusters im Mauerwerk

Koordinaten: 51° 27′ 5,1″ N, 3° 18′ 28,5″ W

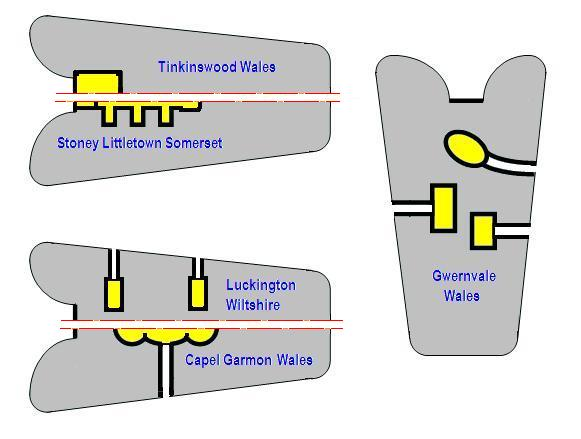
Schema Cotswold Severn Anlagen; Aufrisse Tinkinswood oben links

Die Megalithanlage von Tinkinswood (auch Castell Carreg, Llech-y-Filiast, Maes-y-Filiast oder Gwal-y-Filiast genannt – Namen die mit der Saga von König Arthus verbunden sind), ist eine Anlage des Cotswold Severn typs. Die im Neolithikum, etwa 4000 v. Chr. errichtete Anlage liegt etwa einen Kilometer nordwestlich des Dolmens von St. Lythans, in dem kleinen Tal von Glamorgan in Wales.

## Beschreibung
Der nahezu rechteckige Steinhügel von 40 m × 18 m hat in der mittig eingezogenen Frontseite eine rechteckige Kammer. Die als „gehörnter Vorhof“ bezeichnete Front liegt im Nordosten und besteht aus Trockenmauerwerk, das teilweise als Fischgrätmuster verbaut war und nach der Ausgrabung von 1914 in Teilen wiederhergestellt wurde. Das schräg laufende Mauerwerk ist völlig verschieden zum senkrechten der nahen Anlage von Parc Cwm. Der enorme leichte, schräg liegende Deckstein der Kammer, er misst 7,4 m × 4,5 m und wiegt etwa 40 Tonnen, ist der größte in Großbritannien. Er liegt auf erhaltenen und ersetzten Tragsteinen. Die Südseite der Kammer war zerstört und der Grabinhalt war gestört.
In der Kammer wurden 920 Stücke zumeist zerbrochener menschlicher Knochen gefunden. Sie stammen von etwa 50 Menschen beiderlei Geschlechts und jeden Alters. Im Hügel liegt eine steingefasste Grube. Möglicherweise ließ man darin Leichname verwesen, bevor die Reste in der Kammer deponiert wurden. Eine Anzahl paralleler Reihen aufrechter Steine wurden innerhalb Steinhügels gefunden, ebenso eine ummauerte Grube, die Tierknochen enthielt. Flintabschläge, Knochennadeln und die Scherben roter unverzierter neolithischer Keramik und Töpferware der Glockenbecherkultur zeigen an, dass die Anlage bis in die Bronzezeit benutzt wurde.

## Sagen
Tinkinswood hat im Laufe der Jahre mehrere Sagen auf sich vereint. Die bekannteste besagt, dass jemand, der hier, am 1. Mai, am St. Johns Tag (23. Juni), oder am Tag vor der Wintersonnenwende eine Nacht verbringt, entweder stirbt, verrückt, oder ein Dichter wird. Eine Gruppe von Felsblöcken im Süden des Denkmals sollen erstarrte Frauen sein, die sich hier trafen, um am Sabbat zu tanzen.